# Estación de Châtillens
La estación de Châtillens es una estación ferroviaria de la localidad suiza de Châtillens, perteneciente a la comuna suiza de Oron, en el Cantón de Vaud.

## Historia y situación
La estación de Châtillens fue inaugurada en el año 1876 con la puesta en servicio del tramo Palézieux - Murten de la conocida como línea del Broye longitudinal Palézieux - Payerne - Kerzers.
Se encuentra ubicada en el borde norte del núcleo urbano de Châtillens. Cuenta con un andén lateral al que accede una vía pasante, a la que hay que sumar otra vía pasante, una vía muerta y una derivación a una industria.
En términos ferroviarios, la estación se sitúa en la línea Palézieux - Kerzers. Sus dependencias ferroviarias colaterales son la estación de Palézieux-Village hacia Palézieux y la estación de Ecublens-Rue en dirección Kerzers.

## Servicios ferroviarios
Los servicios ferroviarios de esta estación están prestados por SBB-CFF-FFS:

### RER Vaud
La estación forma parte de la red de trenes de cercanías RER Vaud, que se caracteriza por trenes de alta frecuencia que conectan las principales ciudades y comunas del cantón de Vaud. Por ella pasa una línea de la red:
- S 21 Lausana - Puidoux-Chexbres - Palézieux - Payerne.